# 四葉妹妹！
《四葉妹妹！》是東清彥的日本漫畫作品，於2003年3月在漫畫雜誌《月刊Comic電擊大王》上連載。單行本目前發行了16冊，台灣角川已代理15冊，天闻角川已出版至15册。
整部作品標語是「今天永遠是最有趣的一天。（いつでも今日が、いちばん楽しい日。）」。描述一個有點不尋常的5歲女孩「四葉」在日常生活中經歷的各種「第一次」和「印象」。

## 概要
《四葉妹妹！》以一名五歲的女孩小岩井四葉為中心，充滿活力、開朗、好奇、古怪，甚至他的父親都覺得他與眾不同。四葉對許多同齡孩子應該知道的事情一無所知，包括門鈴、手扶梯、空調，甚至是操場上的鞦韆。而這種天真則構成了該系列的基礎，四葉將透過這些日常生活以了解週遭的事物。
故事開始時，四葉和她的養父小岩井葉介在小岩井最好的朋友竹田隆，綽號「巨無霸」的幫助下搬到了一個新城市，接著認識了鄰居綾瀨一家人，還有惠那的朋友美麗，朝儀的朋友虎子（四葉稱她為老虎），風香的同學助教，內容大多圍繞在這些人和四葉一起發生的事情。該系列沒有一致的情節連續性——故事的焦點是四葉的日常發現之旅。 故事多以半天或一天裡的日常事件為一單元，由於以日常生活為主，所以各單元發生的事物多少有連續性，但並不會影響讀者的閱讀。
2006年，入選第10屆文化廳藝術祭漫畫部門優秀獎。2016年，入選第20屆手塚治虫文化獎漫畫大獎やAmazon排行大獎2016上半年漫畫部門第1名。截至2021年2月，全球累計發行量1730萬（國內累計發行量1430萬，國外累計發行量300萬）。

## 登場人物

### 小岩井家
小岩井四葉
故事的主角。好動活潑的五歲女孩，未曾就讀幼稚園。髮型為綠髮並綁著紮成四個辮子。對任何事情都抱有相當的好奇心，並且有相當驚人的行動力；如果被動物做了什麼事（被攻擊或被嚇到）的話，會出拳揍回去。總是充滿精神，做什麼事都全力以赴且樂在其中，經常對有意思的東西感動。目前身世還是個謎，似乎不是日本人。自稱自己來自日本的左邊。害怕的東西是驅鳥用氣球，也害怕盯著她的東西。是在外國撿到的孩子。
小岩井茱拉魯敏
四葉的泰迪熊，會發出「咩～」的聲音，四葉經常帶著它到處玩耍。
其名字是四葉將惠那的泰迪熊「茱麗葉」誤讀而來的。
爸爸／小岩井葉介
四葉的爸爸。正職是翻譯，但被風香誤認為是「做蒟蒻的」（日文蒟蒻與翻譯發音相近）。在外國時撿到了四葉（照他個人的說法是「在南方島嶼撿到的」），就順勢成了她的爸爸。在家喜歡穿內褲晃來晃去，絕技是變身為內褲超人並跳起內褲超人舞。是個旱鴨子。為了照顧四葉，工作空間都在家中。

### 綾瀨家
綾瀨朝儀
綾瀨家的大姐。大學生。外表漂亮但有點壞心眼，喜愛捉弄人這些特質，可能是遺傳自母親。從來沒被男生甩過，目前似乎有男朋友，目前為巨無霸單戀的對象。
角色名據作者表示，漢字實際應作「淺黃」。
綾瀨風香
綾瀨家的二姐。高中二年級，學生會副會長。家中大小瑣事都是由她負責。
勤勞善良，待人和氣，有點傻大姐味道。不過穿T恤品味頗怪（曾穿著印有《笑園漫畫大王》裡千代爸爸圖樣的T恤）。
是個旱鴨子，不擅長畫圖，對於身材似乎頗在意。失戀事情曾被四葉寫成「四葉報紙」而被全家知道。
擅長用同音字講冷笑話。
以日本女演員平田裕香作為角色原型。
綾瀨惠那
綾瀨家的小妹，小學生。懂很多常識，很會畫畫。個性溫和，體貼懂事。喜歡和自己布偶玩家家酒，家電類操作拿手。
對溫室效應感到憂心。
似乎對任何動物昆蟲都有好感，也相當大膽，這一點跟美麗差很多。
綾瀨家爸爸
三姐妹的父親。存在感很低，曾經被大姊朝儀說:都忘了!爸爸已經不在了!，目前是這個家裡唯一在工作的人。很愛護女兒。
綾瀨家媽媽
三姐妹的母親。家庭主婦，所以四葉可以天天跑去鄰居家玩。喜歡草莓蛋糕。處世成熟但偶爾會有我行我素的一面。

### 小岩井家相關者
巨無霸／竹田隆
綽號巨無霸（ジャンボ），身高210公分。家裡經營巨無霸花店。是小岩井葉介(爸爸)的朋友，在四葉搬家到綾瀨一家旁之前就和四葉熟識，對四葉相當的好，可是只要遇到有關朝儀的事情就會失去控制，曾經因此被美麗在煙火大會的時候坑了一頓，還曾經在朝儀面前說了幾乎只有變態才會說的話，因此在朝儀面前目前完全沒有形象可言。他對綾瀨媽媽自稱是長頸鹿的後代，對朝儀則是報上竹田隆的本名。是個旱鴨子。口頭禪是：「那傢伙沒救了」。
安田
第1話只提及名字，第30話正式登場。小岩井葉介(爸爸)之學弟。常惡整四葉，所以四葉非常討厭他。午休時常到小岩井家借熱水泡麵，也時常參加小岩井家的戶外旅遊活動。
奶奶與爺爺
是小岩井葉介(爸爸)的雙親。奶奶在連載第86話中首度初登場。

### 綾瀨家相關者
早坂美麗
惠那的朋友，有點像小男生的女孩，在她的動作、衣著和言語中更表現出這特性（言語指在日語版本中）。美麗經常到惠那家玩。對於人以外的生物有強烈的恐懼，目前知道害怕的有蟾蜍、蛾的幼蟲，還有殺魚的時候會害怕而不敢下刀。偶然發現四葉害怕驅鳥氣球，因此打扮成驅鳥氣球到惠那房間嚇唬四葉，結果造成了大慘案。
阿楞
瓦楞紙機器人，雙眼會發光，能源為錢幣，只要將錢幣投入身上的投幣口就能動。（但吃下去的錢不會吐出來）
實際上阿楞為美麗學校的自由研究作業。由於美麗曾穿上阿楞自稱是得到諾貝爾獎博士製造的機器人，而讓四葉深深的認為阿楞是真的機器人，惠那不希望四葉的夢想破滅而選擇隱瞞真相。
虎子
朝儀的朋友。因為抽菸而且感覺很酷被四葉崇拜著。四葉叫她老虎，目前興趣是攝影。
助教／日渡
於第45話登場。風香的同學。當她探訪風香的家時認到四葉（這是四葉到風香所就讀的高中章找風香時所認識的，見40話。）日渡的個性有點怪怪的；她的綽號助教來自她首次自我介紹時日語「shimasu - 」（多多指教）的誤讀「shimauu - 」（中文版譯成「多多助教」）。

### 其他
鬍子毛毛
第36話初登場。在坂田自行車行工作，也是四葉以及小岩井葉介(爸爸)買腳踏車的地方。因為留著絡腮鬍，四葉稱他為「鬍子毛毛」。於54話再度登場，在祭典中引導著小朋友的神轎隊伍並鼓舞士氣。
早坂家媽媽
美麗的媽媽。外表和美麗十分相似，四葉曾說她是長大的美麗。
巨無霸的爸爸
巨無霸花店的店長，竹田隆的父親。身高卻只有普通高。
小春子
小岩井葉介(爸爸)的妹妹。第96話初登場，於葉介和四葉兩人第一次來到東京時，對葉介說「為什麼會選在原宿？」。
春日步
惠那和美麗就讀小學的老師（不知道是否是班導師）。身材嬌小，留著中長黑髮。由於她講的是大阪方言，學生們都叫她「大阪老師」。
其思考方式和說話方式都很獨特，在故事中，美麗常拿她開玩笑。她在單槓課上教的後空翻也很吃力，運動能力似乎很差。不過，她對自己的視力很有信心。
作者先前的作品《笑園漫畫大王》的主要角色之一，上述特徵和外表在前作與前作相比沒有變化。
只有暱稱的由來與前作中的「大阪」不同，但沒有任何解釋，因此兩者之間的關係尚不明確。

## 出版書籍

### 單行本
| 冊數 | MediaWorks     | MediaWorks             | 台灣角川       | 台灣角川               | 天闻角川     | 天闻角川               |
| 冊數 | 初版發售日期   | ISBN                   | 初版發售日期   | ISBN                   | 初版發售日期 | ISBN                   |
| ---- | -------------- | ---------------------- | -------------- | ---------------------- | ------------ | ---------------------- |
| 1    | 2003年8月27日  | ISBN 4-8402-2466-8     | 2004年1月28日  | ISBN 978-986-766-465-5 | 2017年3月    | ISBN 978-7-5340-5476-1 |
| 2    | 2004年4月27日  | ISBN 4-8402-2674-1     | 2004年8月12日  | ISBN 978-986-742-722-9 | 2017年3月    | ISBN 978-7-5340-5477-8 |
| 3    | 2004年11月27日 | ISBN 4-8402-2895-7     | 2005年2月18日  | ISBN 978-986-729-915-4 | 2017年3月    | ISBN 978-7-5340-5492-1 |
| 4    | 2005年8月27日  | ISBN 4-8402-3163-X     | 2005年11月28日 | ISBN 978-986-718-978-3 | 2017年6月    | ISBN 978-7-5340-5814-1 |
| 5    | 2006年4月27日  | ISBN 4-8402-3441-8     | 2006年8月15日  | ISBN 978-986-174-134-5 | 2017年6月    | ISBN 978-7-5340-5815-8 |
| 6    | 2006年12月27日 | ISBN 4-8402-3702-6     | 2007年5月9日   | ISBN 978-986-174-320-2 | 2017年6月    | ISBN 978-7-5340-5816-5 |
| 7    | 2007年9月27日  | ISBN 4-8402-4053-1     | 2008年2月15日  | ISBN 978-986-174-593-0 | 2017年9月    | ISBN 978-7-5340-6106-6 |
| 8    | 2008年8月27日  | ISBN 4-04-867151-0     | 2009年2月6日   | ISBN 978-986-174-974-7 | 2017年9月    | ISBN 978-7-5340-6107-3 |
| 9    | 2009年11月27日 | ISBN 978-4-04-868247-3 | 2010年4月24日  | ISBN 978-986-237-622-5 | 2017年12月   | ISBN 978-7-5340-6353-4 |
| 10   | 2010年11月27日 | ISBN 978-4-04-870143-3 | 2011年3月30日  | ISBN 978-986-287-081-5 | 2017年12月   | ISBN 978-7-5340-6354-1 |
| 11   | 2011年11月26日 | ISBN 978-4-04-886097-4 | 2012年5月25日  | ISBN 978-986-287-716-6 | 2018年1月    | ISBN 978-7-5340-6355-8 |
| 12   | 2013年3月9日   | ISBN 978-4-04-891352-2 | 2013年8月16日  | ISBN 978-986-325-520-8 | 2018年1月    | ISBN 978-7-5340-6356-5 |
| 13   | 2015年11月27日 | ISBN 978-4-04-865594-1 | 2016年8月11日  | ISBN 978-986-473-209-8 | 2018年1月    | ISBN 978-7-5340-6357-2 |
| 14   | 2018年4月28日  | ISBN 978-4-04-893705-4 | 2019年1月21日  | ISBN 978-957-564-678-3 | 2020年7月    | ISBN 978-7-5340-8213-9 |
| 15   | 2021年2月27日  | ISBN 978-4-04-913597-8 | 2021年11月18日 | ISBN 978-986-524-953-3 | 2022年10月   | ISBN 978-7-5583-3442-9 |
| 16   | 2025年2月26日  | ISBN 978-4-04-916194-6 |                |                        |              |                        |

## 相關商品

### 四葉繪本
插圖和文字均由作者東清彥負責。
| 日文標題 | 中文標題               | MediaWorks     | MediaWorks            | 台灣角川      | 台灣角川               |
| 日文標題 | 中文標題               | 初版發售日期   | ISBN                  | 初版發售日期  | ISBN                   |
| -------- | ---------------------- | -------------- | --------------------- | ------------- | ---------------------- |
|          | 四葉與白色和黑色的動物 | 2006年12月16日 | ISBN 978-4-84023714-7 | 2008年2月25日 | ISBN 978-986-174-602-9 |

## Try！Try！Try！
漫畫《四葉妹妹》的前身。1998年以短篇形式在「Triathlon（日语：トライアスロン）」（里見英樹設立的設計公司網站名稱，已閉鎖）發表，2001年收錄3篇在《2 東清彥作品集》（寵物篇、牆壁上塗鴉篇、平交道柵欄放下篇）。簡稱。

### 登場人物
- 四葉
- 爸爸
- 綾瀨朝儀
- 綾瀨惠那
- 綾瀨風夏

### 與《四葉妹妹！》不同的地方
- 四葉與爸爸的姓氏為小岩井。
- 四葉的年齡設定四歲快要五歲，體格上比惠那矮一些。
- 四葉頭髮的四條髮辮中，上方的長度比下方的長度還要長，而且上方髮辮還有翹出兩根毛。
- 朝儀在「Try！Try！Try！」的設定是大學2年級。《四葉妹妹！》的設定是年齡不詳，大學生。
- 風夏的名字漢字寫法不同（日文讀音相同），外表、個性及她關心小孩子和站在小孩子的視野及立場之表現與《四葉妹妹！》的風香完全不同。在「Try！Try！Try！」描寫風夏視四葉的爸爸為單戀對象，對調皮的四葉到處宣傳此事感到不滿而大聲斥罵。而她的外表近似《笑園漫畫大王》的神樂。
- 惠那在「Try！Try！Try！」學年的設定與《四葉妹妹！》都是小學4年級（※作者在2003年8月表明設定說是「小學4年級」）。不過在「Try！Try！Try！」描寫的行為表現像一般的小學生。

## 腳註

## 外部連結
- 四葉妹妹！｜《月刊Comic電擊大王》官方網站（页面存档备份，存于） （日語）
- 四葉工作室（页面存档备份，存于） （日語）
- 東清彥的X（前Twitter） （日語）
- 四葉妹妹！的X（前Twitter） （日語）